# Росмен (Північна Кароліна)
Росмен (англ. Rosman) — місто (англ. town) в США, в окрузі Трансильванія штату Північна Кароліна. Населення — 701 особа (2020).

## Географія
Росмен розташований за координатами 35°8′45″ пн. ш. 82°49′10″ зх. д. / 35.14583° пн. ш. 82.81944° зх. д. (35.145712, -82.819389).  За даними Бюро перепису населення США в 2010 році місто мало площу 1,31 км², уся площа — суходіл. В 2017 році площа становила 1,41 км², уся площа — суходіл.

## Демографія
Згідно з переписом 2010 року, у місті мешкало 576 осіб у 230 домогосподарствах у складі 150 родин. Густота населення становила 438 осіб/км².  Було 272 помешкання (207/км²).
Расовий склад населення:
| - 93,2 % — білих - 1,9 % — корінних американців - 0,2 % — чорних або афроамериканців - 0,2 % — азіатів - 2,6 % — осіб інших рас |

До двох чи більше рас належало 1,9 %. Частка іспаномовних становила 10,4 % від усіх жителів.
За віковим діапазоном населення розподілялося таким чином: 26,2 % — особи молодші 18 років, 54,4 % — особи у віці 18—64 років, 19,4 % — особи у віці 65 років та старші. Медіана віку мешканця становила 38,0 року. На 100 осіб жіночої статі у місті припадало 105,7 чоловіків;  на 100 жінок у віці від 18 років та старших — 98,6 чоловіків також старших 18 років.
Середній дохід на одне домашнє господарство  становив 35 196 доларів США (медіана — 23 438), а середній дохід на одну сім'ю — 41 067 доларів (медіана — 25 147). За межею бідності перебувало 36,9 % осіб, у тому числі 66,4 % дітей у віці до 18 років та 16,7 % осіб у віці 65 років та старших.
Цивільне працевлаштоване населення становило 302 особи. Основні галузі зайнятості: освіта, охорона здоров'я та соціальна допомога — 24,5 %, сільське господарство, лісництво, риболовля — 14,6 %, роздрібна торгівля — 13,6 %, мистецтво, розваги та відпочинок — 12,9 %.